# Out of Our Heads
Out of Our Heads — студийный альбом британской рок-группы The Rolling Stones. Это четвёртый альбом группы, вышедший в США и третий — в Великобритании. Версии альбома, изданные в США и в Великобритании, отличаются обложками и списком композиций. Американская версия альбома была издана 30 июля 1965 года лейблом London Records, а британская — 24 сентября 1965, лейблом Decca Records.

## Американское издание
Первоначально альбом был издан в США. На обложке альбома изображена фотография, сделанная во время той же фотосессии, что фотографии попавшие на обложки альбомов 12 X 5 и The Rolling Stones No. 2. Альбом стал результатом шестимесячной работы группы. В него вошли песни, впоследствии ставшие хитами, такие как «The Last Time» и, ставшая всемирно известной, «(I Can't Get No) Satisfaction», ранее издававшаяся только на концертном EP группы Got Live If You Want It!. Альбом стал первым изданием группы, достигшим верхней строчки хит-парада Billboard 200, и впоследствии получил платиновый статус в США.
В 2003 году журнал Rolling Stone включил альбом в список 500 величайших альбомов всех времён под номером 114.

### Список композиций
Все песни написаны Миком Джаггером и Китом Ричардсом, кроме отмеченных
| №  | Название                       | Автор(ы)                                  | Длительность |
| -- | ------------------------------ | ----------------------------------------- | ------------ |
| 1. | «Mercy Mercy»                  | Дон Ковэй, Ронни Миллер                   | 2:45         |
| 2. | «Hitch Hike»                   | Марвин Гэй, Кларенс Пол, Уильям Стивенсон | 2:25         |
| 3. | «The Last Time»                |                                           | 3:41         |
| 4. | «That's How Strong My Love Is» | Рузвельт Джемилсон                        | 2:25         |
| 5. | «Good Times»                   | Сэм Кук                                   | 1:58         |
| 6. | «I'm Alright» (Live)           |                                           | 2:25         |

| №   | Название                                       | Автор(ы)      | Длительность |
| --- | ---------------------------------------------- | ------------- | ------------ |
| 7.  | «(I Can't Get No) Satisfaction»                |               | 3:42         |
| 8.  | «Cry to Me»                                    | Берт Рассел   | 3:09         |
| 9.  | «The Under Assistant West Coast Promotion Man» | Nanker Phelge | 3:07         |
| 10. | «Play with Fire»                               | Phelge        | 2:13         |
| 11. | «The Spider and the Fly»                       |               | 3:39         |
| 12. | «One More Try»                                 |               | 1:58         |

## Британское издание
Британская версия альбома Out of Our Heads была издана позднее, и содержит песни, которые будут выпущены в США в альбоме December's Children (And Everybody's) и другие, которые ранее не издавались в Великобритании. Альбом достиг второй позиции в британском хит-параде, уступив только альбому Beatles Help!.

### Список композиций
Все песни написаны Миком Джаггером и Китом Ричардсом, кроме отмеченных
| №  | Название                       | Автор(ы)                                  | Длительность |
| -- | ------------------------------ | ----------------------------------------- | ------------ |
| 1. | «She Said "Yeah"»              | Сонни Боно, Родди Джексон                 | 1:34         |
| 2. | «Mercy, Mercy»                 | Дон Ковей, Ронни Миллер                   | 2:45         |
| 3. | «Hitch Hike»                   | Марвин Гэй, Кларенс Пол, Уильям Стивенсон | 2:25         |
| 4. | «That's How Strong My Love Is» | Рузвельт Джемилсон                        | 2:25         |
| 5. | «Good Times»                   | Сэм Кук                                   | 1:58         |
| 6. | «Gotta Get Away»               |                                           | 2:06         |

| №   | Название                                       | Автор(ы)      | Длительность |
| --- | ---------------------------------------------- | ------------- | ------------ |
| 7.  | «Talkin' Bout You»                             | Чак Берри     | 2:31         |
| 8.  | «Cry to Me»                                    | Берт Рассел   | 3:09         |
| 9.  | «Oh, Baby (We Got a Good Thing Going)»         | Барбара Линн  | 2:08         |
| 10. | «Heart of Stone»                               |               | 2:50         |
| 11. | «The Under Assistant West Coast Promotion Man» | Nanker Phelge | 3:07         |
| 12. | «I'm Free»                                     |               | 2:24         |

## Участники записи

### The Rolling Stones
- Мик Джаггер — вокал, губная гармоника, перкуссия
- Кит Ричардс — гитара, бэк-вокал
- Брайан Джонс — гитара, бэк-вокал, губная гармоника, орган
- Билл Уаймен — бас-гитара, бэк-вокал
- Чарли Уоттс — ударные, перкуссия

### А также
- Джек Ницше — орган, фортепиано, клавесин и перкуссия
- Фил Спектор — «расстроенная» бас-гитара в «Play with Fire»
- Иэн Стюарт — фортепиано

## Позиции в чартах
| Год  | Чарт            | Позиция |
| ---- | --------------- | ------- |
| 1965 | Billboard 200   | 1       |
| 1965 | UK Albums Chart | 2       |

## Продажи и сертификация
| Страна | Продажи   | Статус     |
| ------ | --------- | ---------- |
| США    | 1,000,000 | Платиновый |